# IJsselmeer

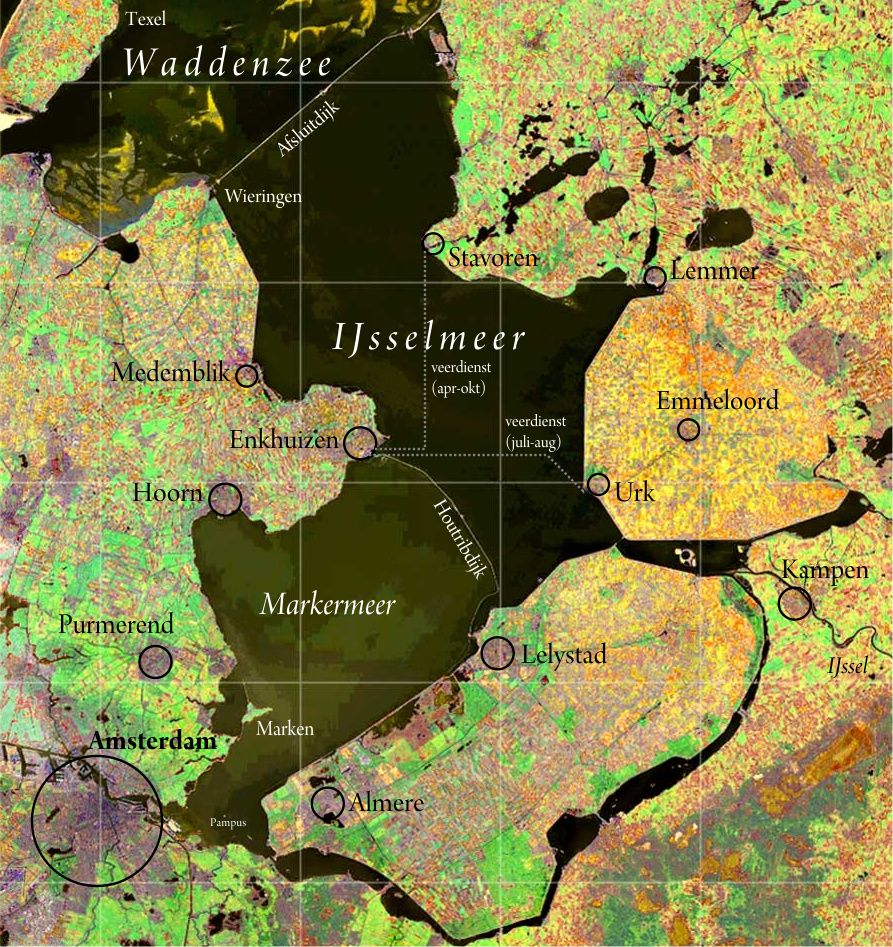
Lacul IJsselmeer

Harta IJsselmeer (cu verde-închis zonele îndiguite și transformate în uscat - Flevoland, Nordoostpolder și Wieringermeer

IJsselmeer este cel mai mare lac din Țările de Jos. Acest a fost un golf al Mării Nordului (golful Zuiderzee) până în 1932, când neerlandezii au făcut un dig între provinciile Olanda de Nord și Frizia. O parte din fostul Zuiderzee (Flevoland, Noordoostpolder și Wieringermeer) a fost îndiguit și secat ca să fie utilizat pentru agricultură și construcții.

### Localități situat pe malul lacului
- Makkum
- Piaam
- Gaast
- Hindeloopen
- Stavoren
- Laaxum
- Mirns
- Lemmer
- Urk
- Lelystad
- Enkhuizen
- Andijk
- Wervershoof
- Onderdijk
- Medemblik
- Den Oever